# (33996) 2000 OK2
2000 أو كي 2 (ويعرف أيضًا باسم (33996) 2000 أو كي 2 وفق تسمية الكوكب الصغير) (بالإنجليزية: 2000 OK2)‏ هو كويكب ضمن حزام الكويكبات؛ وترتيبه 33996 من حيث الاكتشاف.
اكتُشف هذا الجُرم الفلكي بواسطة Paul G. Comba ‏ في 28 يوليو 2000.

## وصلات خارجية
- (33996) 2000 OK2 في قاعدة بيانات مختبر الدفع النفاث لأجرام النظام الشمسي الصغيرة

- الاكتشاف · مخطط المدار ·  العناصر المدارية · المعلمات المادية

- (33996) 2000 OK2 على موقع ويكي سكاي: DSS2, SDSS, GALEX, IRAS, Hydrogen α, X-Ray, Astrophoto, Sky Map, Articles and images